# Madonna della Cesta (Rubens)
La Madonna della Cesta è un dipinto a olio su tavola (144x88 cm) di Peter Paul Rubens, databile al 1615 circa e conservato nella Galleria Palatina di Palazzo Pitti a Firenze.

## Storia
Le menzioni più antiche dell'opera la ricordano nel guardaroba della villa di Poggio Imperiale (ASF, Guardaroba 657) nel 1654-1655, poi dal 1697, a Palazzo Pitti nella Sala dei Pappagalli (ASF, Guardaroba 1051, c.498, n. 346). Nelle successive registrazioni si tracciano vari spostamenti in una stanza o un'altra, finché nel 1799 i commissari francesi non inviarono l'opera a Parigi, dove venne inviata in deposito al Museo di Digione, in cui rimase fino al 1815, tornando a Firenze l'anno successivo.
Una copia antica si trova in collezione privata a Vienna, che L. Burchard ritenne autografa e di qualità migliore della versione fiorentina, mentre un'altra più modesta e ingrandita si vede nella galleria di Palazzo Spinola a Genova (n. 59), già attribuita a Jacob Jordaens.

## Descrizione e stile
La cesta che dà il nome tradizionale all'opera è in realtà una culla di vimini in cui è steso Gesù Bambino, vegliato da Maria e Giuseppe, mentre con un gesto tenero carezza il volto del fanciullo Giovanni Battista, riconoscibile per l'abito di pelliccia da eremita nel deserto. Dietro di lui sta infine sua madre, sant'Elisabetta. L'età matura e non anziana di Giuseppe ha anche fatto pensare che si tratti piuttosto di un santo.
Si tratta di una delle migliori composizioni su questo soggetto religioso realizzate dall'artista verso il 1615, assieme a quella nella Wallace Collection di Londra, databile al 1614 circa.
Ispirata a lavori italiani, vi si nota un'influenza del Parmigianino nel volto di Maria. La fluida disposizione dei personaggi, la padronanza del colore e degli effetti della pennellata, la caratterizzazione dei personaggi e alcuni brani di autentico virtuosismo (come il risplendere dei capelli, l'opacità della barba di Giuseppe o gli effetti materici nel tappeto sotto il Bambin Gesù), ne fanno un piccolo capolavoro in cui si riscontrano tutte le caratteristiche della migliore fattura dell'artista.